# تازة كند بابا غنجة
تازة كند بابا غنجة هي قرية في مقاطعة أرومية، إيران. عدد سكان هذه القرية هو 50 في سنة 2006.